# Zita Johann
Zita Johann, nata Elisabeth Johann (Pișchia, 14 luglio 1904 – Nyack, 24 settembre 1993), è stata un'attrice e regista teatrale austro-ungarica naturalizzata statunitense.

## Filmografia parziale
- The Struggle, regia di D. W. Griffith (1931)
- Le tigri del Pacifico (Tiger Shark), regia di Howard Hawks (1932)
- La mummia (The Mummy), regia di Karl Freund (1932)
- Luxury Liner, regia di Lothar Mendes (1933)
- Il segreto di Nora Moran (The Sin of Nora Moran), regia di Phil Goldstone (1933)
- Grand Canary, regia di Irving Cummings (1934)
- La vendetta dei morti viventi (Raiders of the Living Dead), regia di Samuel M. Sherman (1986)